# Robert Gebhardt
Robert Gebhardt, genannt „Zapf“ (* 20. September 1920 in Nürnberg; † 8. Februar 1986 ebenda), war ein deutscher Fußballspieler und -trainer. Als Spieler des 1. FC Nürnberg gewann er 1948 die deutsche Meisterschaft.

## Karriere

### Spieler
Ab dem Jahre 1939 spielte Robert Gebhardt, Sohn von Paula Gebhardt, geborene Kachelriehs, und des Drechslermeister Friedrich Gebhardt, beim 1. FC Nürnberg. Im Zweiten Weltkrieg war er ohne Titelgewinn in der Gauliga Bayern und 1943 und 1944 beim Luftwaffen-Sportverein Hamburg. Mit dieser Auswahl-Elf stand er 1943 im Pokalfinale gegen Vienna Wien und 1944 im Endspiel um die deutsche Fußballmeisterschaft gegen den Dresdner SC. Von 1945 bis 1950 absolvierte Gebhardt in der Oberliga Süd 125 Spiele und erzielte 22 Tore. Am 8. August 1948 wurde „Zapf“ nach dem 2:1-Sieg gegen den 1. FC Kaiserslautern mit dem 1. FC Nürnberg Deutscher Fußball-Meister.
In Repräsentativspielen war er vorher für den Süden von 1946 bis 1949 viermal zum Einsatz gekommen. Nach dem Titelgewinn wechselte er 1950 nach Hamburg zum FC St. Pauli. In der Oberliga Nord kam er auf 59 Spiele und zwei Tore für die Elf vom Millerntor. Trainer Helmuth Johannsen holte ihn 1953/54 zu Bremerhaven 93. Als Johannsen 1954/55 Holstein Kiel übernahm, wurde Gebhardt Trainer auf dem Zollinlandplatz im Bremerhavener Stadtteil Lehe. Überraschend führte er die Mannschaft auf den 2. Platz in der Oberliga Nord und damit zur Endrunde um die deutsche Fußballmeisterschaft. Dort musste sich die Elf des Jung-Trainers Gebhardt mit Rot-Weiss Essen, Offenbacher Kickers und Wormatia Worms auseinandersetzen. RW Essen setzte sich souverän durch, Bremerhaven enttäuschte aber mit 6:6 Punkten nicht. Im Jahre 1956 legte er  die Prüfung zum Fußball-Lehrer ab.
Der Spieler Robert Gebhardt wird folgendermaßen beschrieben:
„Der stets leicht übergewichtige Außenläufer bestach durch Technik, Übersicht und Schussstärke. Er sicherte dank der elterlichen Wirtschaft und seinen guten Beziehungen zum Schlachthof die Versorgung der ersten Mannschaft während der Hungerjahre nach dem Krieg.“
„War der interessanteste Spieler des 1. FC Nürnberg nach dem Zweiten Weltkrieg, Außenläufer von Format und großer Offensivkraft. Vielleicht eine Spur zu eigenwillig.“

### Trainer in der Oberliga und der Regionalliga
Ab 1954 war er ausgebildeter Fußball-Lehrer. In Bremerhaven blieb er bis 1958, bevor er für zwei Runden in den Westen zum SV Sodingen wechselte, wo er 1958/59 zwar nicht den Abstieg verhindern konnte, dafür aber im Herner Stadtteil Sodingen im Glück-Auf-Stadion in der folgenden Saison 1959/60 den sofortigen Wiederaufstieg in die 1. Liga bewerkstelligte. In der Runde 1960/61 trainierte er den BC Augsburg in der 2. Liga Süd. Zusammen mit dem Nationalspieler Helmut Haller gelang ihm die Meisterschaft und damit der Aufstieg in die Oberliga Süd. Jetzt ging es ins Bergische Land, er wechselte 1962 zum Wuppertaler SV, wo er in der Runde 1963/64 in der Regionalliga West hinter Alemannia Aachen den 2. Platz belegen konnte. Dadurch musste der WSV gegen den Südwestzweiten FK Pirmasens Qualifikationsspiele zur Teilnahme an der Aufstiegsrunde zur Bundesliga bestreiten. Beide Spiele wurden von dem Gebhardt-Team verloren. Er blieb im Stadion Zoo bis zur Runde 1964/65. Es folgte eine Saison bei Arminia Bielefeld und dann ging er wieder zurück in den Süden. In den zwei Runden 1966/67 und 1967/68 versuchte er sein Glück bei der SpVgg Fürth, wobei er im ersten Jahr im Ronhof mit dem erreichten 3. Rang nicht nur seine alten Freunde in Nürnberg überzeugte.

### Trainer in der Bundesliga
Robert Gebhardt brachte mehrere Fußballspieler in die Nationalmannschaften von Deutschland und Österreich. Zum 1. Juli 1968 wurde Robert Gebhardt Trainer des MSV Duisburg in der Fußball-Bundesliga. Zwei Runden war er für die „Zebras“ verantwortlich. Mit den Spielern Michael Bella, Detlef Pirsig und Willibert Kremer konnte er zwar die Klasse erhalten, Aussicht auf sportlichen Aufschwung war aber vor allem nicht mit dem 15. Rang der Saison 1969/70 ablesbar gewesen. Die nächste Station führte ihn zu Werder Bremen. In der Saison 1970/71 erreichte er mit 41:40 Toren und 33:35 Punkten den 10. Platz. Das hatte niemanden glücklich gemacht, deshalb wurde für die Runde 1971/72 kräftig an der Weser investiert. Es kamen die Nationalspieler Peter Dietrich und Herbert Laumen von Borussia Mönchengladbach, Willi Neuberger und Werner Weist von Borussia Dortmund. Damit hatte man sich Qualität in den Kader geholt, jetzt sollten auch Plätze im oberen Tabellenfeld realistisch sein, hofften auf jeden Fall die Verantwortlichen von Werder. Nach schwachem Start mit 8:8 Punkten nach acht Spielen, wurde aber Robert Gebhardt bereits am 26. September 1971 nach der 2:3-Heimniederlage gegen den VfB Stuttgart als Trainer entlassen.
Das simple Erkaufen des Erfolges hatte nicht funktioniert.
Beim FC Wacker Innsbruck feierte Robert Gebhardt dagegen im Jahre 1973 den Gewinn des Double. Er wurde österreichischer Fußball-Meister und Pokalsieger. Torschützenkönig wurde der Ex-Hofer Wolfgang Breuer mit 22 Treffern.
In der kurzen Winterpause der Runde 1978/79 übernahm Robert Gebhardt das Schlusslicht der Bundesliga, den 1. FC Nürnberg. Als weiterer Hoffnungsträger neben dem alten Meisterspieler verpflichtete man noch den Bayern-Star Uli Hoeneß. „Zapf“ brachte zwar deutlich mehr Schwung in die Reihen um Norbert Eder und Bertram Beierlorzer, den Abstieg konnte er aber nicht verhindern.
Präsident Michael A. Roth holte den Belgier Jef Vliers als neuen Trainer zur Runde 1979/80 zum Club. Für den Aufstieg aus der 2. Liga wurde auf frischen Wind gesetzt. Gebhardt wurde zum „Berater“ degradiert. Bereits nach dem 2:2-Unentschieden im Heimspiel am 18. August 1979 wurden dem glücklosen Vliers mit seiner Punkteausbeute von 1:5 die Papiere ausgehändigt. Gebhardt war dadurch ab dem 20. August wieder Cheftrainer in der Noris und konnte am Ziel des sofortigen Aufstiegs arbeiten. Tatsächlich gelang mit dem Gewinn der Meisterschaft der Bundesliga-Aufstieg zur Saison 1980/81. Drei Wochen vor deren Beginn trat Gebhardt nach Meinungsverschiedenheiten (hauptsächlich wegen der Besetzung der Co-Trainerstelle) mit dem Präsidium von seinem Trainer-Posten zurück.

## Nachtrag
„Zapf“ Gebhardt, ehemaliger Spieler und Trainer des „Club“ sowie auch Betreiber der Wirtschaft „Zum Hippel“, starb 1986 im Alter von 65 Jahren. Er war evangelisch, besuchte die Oberrealschule, bevor er seine Ausbildung zum Fußball-Lehrer absolvierte, und war ledig. Seine letzte Ruhe fand er auf dem Nürnberger Westfriedhof.